# 6719 Gallaj
6719 Gallaj (1990 UL11) là một tiểu hành tinh vành đai chính được phát hiện ngày 16 tháng 10 năm 1990 bởi Kastel', G. R. ở Nauchnyj.